# Tag mitt liv
Tag mitt liv (fransk originaltitel: Le Feu follet, ”Irrblosset”) är en roman från 1931 av den franske författaren Pierre Drieu la Rochelle. Handlingen följer en man i 30-årsåldern som efter krigstjänstgöring följd av ett år inom internationellt jetsetliv har blivit utbränd, beroende av opium och trött på livet. Författarens inspirationskälla till huvudpersonen var surrealistpoeten Jacques Rigaut. Boken gavs ut på svenska på Bokförlaget Prisma 1984, i översättning av Lennart Linder och med en efterskrift av Carl-Henning Wijkmark. En reviderad nyutgåva utkom på Bokförlaget Faethon 2023, med originalets titel Irrblosset.
Boken filmatiserades under samma titel 1963 av Louis Malle. Den låg till grund för den norska filmen Oslo, 31 augusti från 2011 i regi av Joachim Trier.